# Knut Baumgärtel
Knut Baumgärtel (* 15. Juli 1914 in Sachsen; † 15. April 1992, Wien) war ein österreichischer Psychiater, Heilpädagoge und Vertreter der Individualpsychologie.

## Leben
Baumgärtel wurde in Sachsen geboren und verbrachte seine Kindheit und Mittelschulzeit in Linz. Er schloss sein Medizinstudium 1939 an der Universität Wien ab. Er musste bis 1945 Kriegsdienst leisten. 
Anschließend ließ er sich bis 1951 zum Facharzt im Neurologischen Krankenhaus Maria Theresien-Schlössel ausbilden. 1951 absolvierte er in den Vereinigten Staaten einen viermonatigen Studienaufenthalt, um die dortigen Child-Guidance Kliniken kennenzulernen.
Im Oktober 1951 wurde Knut Baumgärtel von Hans Hoff, dem Präsidenten der Österreichischen Gesellschaft für Psychische Hygiene, und Hans Asperger zum Nachfolger von Franz Wurst, dem ersten Leiter des Wiener Instituts für Erziehungshilfe von 1949 bis 1951, ernannt.
Baumgärtel leitete die Wiener Institute für Erziehungshilfe, die nach dem Vorbild der Londoner Child Guidance Clinics gegründet wurden, von 1951 bis 1974. Im ersten Institut im 19. Wiener Gemeindebezirk im Karl-Marx-Hof war er sechs Tage pro Woche als Psychiater angestellt. 1969 wurden im 5. Wiener Gemeindebezirk und 1974 im 14. Wiener Gemeindebezirk („Stadt des Kindes“) weitere Institute gegründet.
Im Maria Theresien-Schlössel kam er durch Ferdinand Birnbaum und Oskar Spiel mit der Individualpsychologie in Kontakt. 1946 wurde er im von Birnbaum reaktivierten Wiener Verein für Individualpsychologie Mitglied, wo er sich zeitlebens engagierte und mehrere Ämter innehatte: Von 1954 bis 1959 als Vorstandsmitglied, von 1959 bis 1991 als Vizepräsident. Der Tätigkeitsbereich des Vereins wurde 1979 von Wien auf ganz Österreich ausgedehnt. Birnbaum wurde Obmannstellvertreter im Österreichischen Verein für Individualpsychologie (ÖVIP). Am Pädagogischen Institut der Stadt Wien führte er mit Walter Spiel und Lotte Schenk-Danzinger das viersemestrige interdisziplinäre Seminar „Ausbildung für Erziehungsberater“ bis 1960 durch.
Er war Generalsekretär des Internationalen Vereins für Individualpsychologie, wo er die Krisenzeiten Ende der 1960er bis Mitte der 1970er Jahre meistern half.

## Werk
Baumgärtel prägte die Institute für Erziehungshilfe und die Wiener Individualpsychologie viele Jahre mit. Er setzte anstelle der kinderärztlich-heilpädagogischen Konzepte der Asperger’schen Schule psychoanalytische Konzepte durch. Zusammen mit der Institutsgründerin (als Kinderambulatorium der Gemeinde Wien) von 1949, Rosa Dworschak, nahm er verschiedene Veränderungen vor. Dabei gingen körperliche und psychiatrische Untersuchungen stark zurück und die Testdiagnostik bekam einen großen Stellenwert. In der sogenannten Case-Work-Methode ging es erstmals darum, das Kind und die Beziehung zu seinen Eltern zu verstehen. Die Arbeitsweise der Institute, die psychoanalytische Diagnostik und die Behandlung von sozial benachteiligten Kindern, die begleitende Elternarbeit, Teamarbeit und Supervision waren damals in Österreich einmalig und dienten vielen sozialpsychiatrischen und sozialtherapeutischen Einrichtungen als Modell.

## Schriften
- Lexikon der Erziehung. Verlag Ullstein, Wien 1956
- Dizionario di padagogia. Dalla nascita alla pubertà. Ed. Paoline, Roma 1959
- Aspekte in der Arbeit mit schwierigen Kindern. Verlag für Jugend und Volk, Wien 1960
- Diccinario de pedagogía. Ediciones Paulinas, Bogotá 1962
- 15 Jahre Institut für Erziehungshilfe. Institut für Erziehungshilfe, Wien 1964